# 弗朗切斯科·阿托利科
弗朗切斯科·阿托利科（義大利語：Francesco Attolico，1963年3月23日—），意大利前男子水球运动员。他曾代表意大利国家队参加1992年、1996年和2000年夏季奥林匹克运动会水球比赛，共收获一枚金牌和一枚铜牌。